# Kiritimati
Kiritimati sau Insula Crăciunului este un atol de corali din Oceanul Pacific, aflat în nordul Insulelor Teraina (Liniei sau Ecuatoriale) și parte a Republicii Kiribati.
Insula este situată pe fusul orar UTC+14, astfel că este prima suprafață de uscat locuită care întâlnește noul an.
Insula Crăciunului are doi reprezentanți în Parlament. Există de asemenea, un Minister al Insulelor Line și Phoenix.

## Toponimie
Numele Kiritimati este transliterarea cuvântului „Christmas” din limba engleză (Crăciun, în limba română) în limba gilberteză, în care se pronunță [kiɾismas]. Numele Kiritimati figurează în Constituția din 12 iulie 1995 ca alternativă grafică la numele englezesc al insulei.

## Geografie

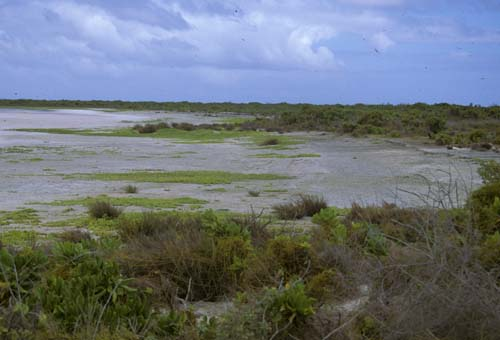
Peisaj de pe insulă

Insula Kiritimati este cel mai mare atol din lume, având o suprafață de uscat de aproximativ 322 km². Împreună cu laguna, suprafața  este de aproximativ 640 km². Suprafața insulei constituie 70% din suprafața de uscat a Republicii Kiribati. Joe's Hill (Colina lui Joe), o dună de 13 m înălțime, este cel mai înalt vârf din atol.

## Demografie
În anul 2005 insula avea 5.115 locuitori, din care micronezieni - 4.864, metiși - 170, și străini - 81, care alcătuiau 775 de gospodării. Numărul mediu de persoane într-o familie era de 6,6. Populația insulei este concentrată în patru localități: Ronton sau London (cu aproape 2.000 de locuitori), Tabwakea sau Tabakea (1.300 locuitori), Banana (720 locuitori) și Poland (550 locuitori).

## Istorie

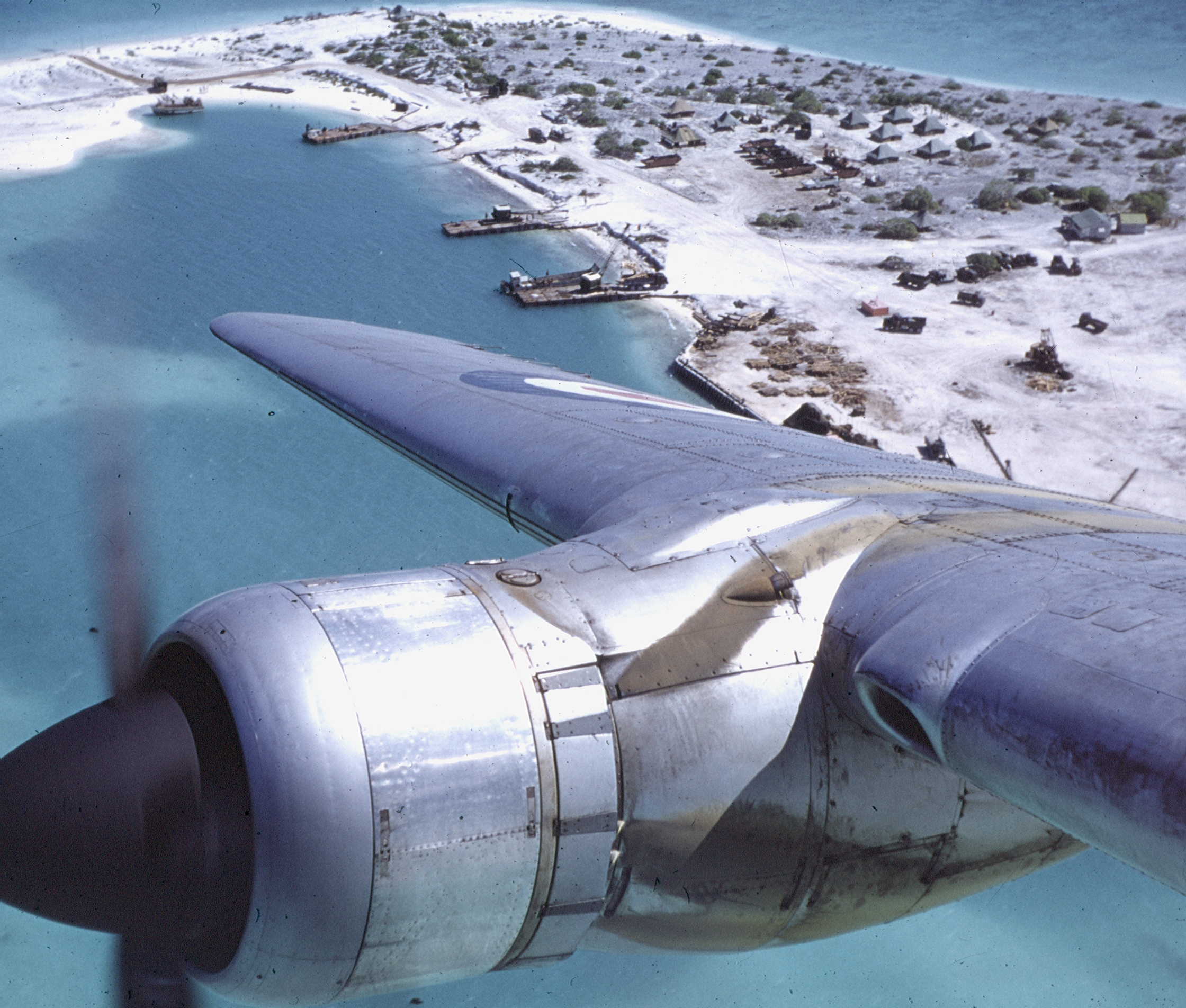
Vedere de pe Handley Page Hastings zburând deasupra insulei în august 1956, în timpul perioadei de testare nucleară

- 24 decembrie 1777 - Căpitanul James Cook și navele sale «Resolution» și «Discovery» descoperă insula, care este numită pe 2 ianuarie Insula Crăciunului
- 1834 - Insula este vizitată de echipajul navei «Tuscan»
- 10 octombrie 1836 - Nava «Britton», sub comanda căpitanului George Benson, s-a scufundat în apropiere de capul nord-estic al insulei
- 1842 - Insula este studiată de către căpitanul James Scott de pe nava Forțelor Navale Britanice «Samarang»
- Decembrie 1847 - În apropierea insulei se scufundă nava Bremeneză «Mozart»
- 1857 - Insula este studiată de către căpitanul John Stetson, la prezența de guano
- Noiembrie 1858 - Dreptul de a extrage guano este obținut de o companie Americană
- 1865 - În producția de guano de pe insulă este implicată o companie anglo-australiană
- 17 martie 1888 - Marea Britanie a anexat insula
- 1911 - Pe insulă debarchează un grup de braconieri care au ucis mii de păsări
- Februarie 1937 - Pe insulă este instalat un post de radio britanic
- Anii 1950 - Pe insulă se instalează o bază militară britanică, care a urmărit testarea de arme nucleare
- Mai 1957 - Nu departe de insula a fost testată prima bombă cu hidrogen britanică

## Transport
Aeroportul internațional „Cassidy” (Cod IATA: CXI) este situat la jumătatea distanței dintre aeroportul din Honolulu (Hawaii) și cel din Pago Pago (Samoa). Acest aeroport este conectat numai cu zboruri charter, dar și acelea foarte rare începând cu aprilie 2004. 
Air Pacific și Air Kiribati au efectuat zboruri code sharing între Nadi și Honolulu, cu escală în Kiritimati, până când Air Pacific a întrerupt aceste zboruri invocând starea proastă a pistei aeroportului „Cassidy”. În prezent Air Pacific asigură un zbor pe săptămână din Nadi către Kiritimati.

## Economie
Producția de pești de acvariu, alge și copra este o parte a economiei locale. 
Cele mai multe din alimentele necesare pe insulă sunt importate. Rezervele de apă potabilă sunt reduse.